# Hybosorus
Hybosorus MacLeay, 1819 è un genere di coleotteri della famiglia Hybosoridae.

## Tassonomia
Comprende le seguenti specie:
- Hybosorus crassus Klug, 1855
- Hybosorus illigeri Reiche, 1853

- Hybosorus laportei Westwood, 1845

- Hybosorus orientalis Westwood, 1845

- Hybosorus ruficornis Boheman, 1857